# Saint-Martin-d’Ordon
Saint-Martin-d’Ordon település Franciaországban, Yonne megyében. Lakosainak száma 420 fő (2022. január 1.). Saint-Martin-d’Ordon Piffonds, Bussy-le-Repos, Cudot, Saint-Loup-d’Ordon és Verlin községekkel határos.

## Népesség
A település népessége az elmúlt években az alábbi módon változott:
| Lakosok száma | 400  | 409  | 415  | 413  | 416  | 418  | 421  | 420  | 420  |
|               | 2013 | 2015 | 2016 | 2017 | 2018 | 2019 | 2020 | 2021 | 2022 |